# Pouilley-Français
Pouilley-Français település Franciaországban, Doubs megyében. Lakosainak száma 824 fő (2022. január 1.). Pouilley-Français Dannemarie-sur-Crète, Corcondray, Saint-Vit és Villers-Buzon községekkel határos.

## Népesség
A település népességének változása:
| Lakosok száma | 167  | 380  | 463  | 639  | 830  | 819  | 833  | 828  | 826  | 824  |
|               | 1968 | 1982 | 1990 | 2006 | 2013 | 2015 | 2017 | 2019 | 2020 | 2022 |